# Grup Anticolonialista Balear
El Grup Anticolonialista Balear fou una organització política independentista de les Illes Balears fundada el gener de 1978. El GAB denunciava que les Illes Balears són una colònia espanyola i reclamava la seva independència, tant d'Espanya com de Catalunya. Aquest programa va deixar aïllat el GAB respecte del corrent majoritari del nacionalisme d'esquerres, que defensava la integració de les Illes en uns Països Catalans que s'haurien d'independitzar en el futur de l'Estat Espanyol i Francès. Reivindicava el passat islàmic de Mallorca.
El GAB va girar políticament en l'òrbita del Partido Comunista de España (international) (PCE(i)).